# Cosas de la edad (película)
Cosas de la edad, título original en francés Rock'n Roll, es una película de género comedia protagonizada y dirigida por Guillaume Canet, bajo el guion de Philippe Lefebvre y Rodolphe Lauga, se estrenó en 2017 y gracias al papel actoral de Guillaume Canet, fue nominada a los Premios César en la categoría de mejor actor. La línea argumental se basa en la vida de un actor ficticio reconocido quien sufre depresión al darse cuenta de que ha dejado de ser joven y de que su carrera en el cine está llegando a su fin.

## Sinopsis
Con 43 años, la vida del actor y director francés Guillaume Canet no puede ser mejor. Tiene todo lo que un hombre puede desear: éxito profesional, dinero y una mujer espectacular, nada menos que la actriz Marion Cotillard, con la que comparte un hijo.
Pero, resulta que el hogareño Canet es un carroza de vida convencional que ya no está en la onda. Y además, ha descendido dramáticamente en la lista de los actores más deseados. Sin perder un minuto más, decide ponerse manos a la obra y empezar a hacer cambios radicales para tener un perfil más roquero y desenfadado. Tanto su familia como sus amigos se sienten consternados cuando se percatan de que su cambio de imagen y su transformación van mucho más allá de lo que nadie pudo pensar en un principio.
Guillaume Canet (No se lo digas a nadie, Pequeñas mentiras sin importancia) se vuelca de lleno en la película como actor, director y escritor del guion de esta disparatada comedia, donde los actores se interpretan a ellos mismos. Marion Cotillard (El caballero oscuro: La leyenda renace, Lazos de sangre), Gilles Lellouche (No se lo digas a nadie), Philippe Lefebvre (Vuelta a casa de mi madre) y Camille Rowe (L'idéal) son algunos de los actores que forman parte del elenco.

## Reparto
Todos se interpretan a sí mismos:
- Guillaume Canet
- Marion Cotillard
- Johnny Hallyday
- Jeanne Damas
- Kev Adams
- Gilles Lellouche
- Guillaume Faure
- Xavier Alcan
- Norbert Ferrer
- Hugo Dillon
- Camille Rowe
- Philippe Lefebvre
- Ben Foster
- Yvan Attal
- Alain Attal
- Yarol Poupaud
- Maxim Nucci
- Annie Mercier
- Thomas Goldberg
- Arnaud Henriet
- Thierry Pietra
- Nicolas Benoît
- Camille Razat
- Sophie Mousel

## Anécdotas
En la filmación participa el actor y cantante Johnny Hallyday, quien murió tiempo después. Ante esto Guillaume Canet y Marion Cotillard le rindieron un homenaje y estas fueron las palabras de Canet: "Te extrañaremos terriblemente. Pero tu voz, tus ojos y tu sonrisa permanecerán con nosotros para siempre. Descansa en paz, amigo mío".
En la vida real, el actor y cineasta Guillaume Canet es pareja de Marion Cotillard. La película bromea sobre cómo es la vida de pareja con una conocida estrella. De la misma manera es una película donde los actores se representran a sí mismos tal es el caso de Marion Cotillard. También el resto del reparto como por ejemplo Philippe Lefebvre, Gilles Lellouche, Camille Rowe, Kev Adams o Ben Foster.

## Premios
- 2017: Premios César: Nominada a Mejor actor (Guillaume Canet)